# 周瑞清
周瑞清（?—?），字仲諧，號鑑湖，廣西臨桂縣（今廣西壯族自治區桂林市）人，清朝政治人物。

## 生平
咸豐九年（1859年）己未科進士，選庶吉士，散館改刑部主事。累升至太常寺少卿。任通政使司副使。光緒五年，任光祿寺卿。光緒八年，任太常寺卿。同年，雲南報銷案发，周瑞清因受贿革职。